# Johan „Ujuât“ Christian August Petersen
Johan „Ujuât“ Christian August Petersen (født 12. marts 1867 i Salliit ; død 7. december 1960 i København) var en grønlandsk ekspeditionsdeltager, tolk og købmand.

## Liv

### Barndom
Johan Petersen blev født i 1867 af den danske Udstedsforvalter Andreas Martin Petersen (1826-1885) og hans grønlandske hustru Karen Margrethe Birgithe Hansen (1835-1888).
Johan Petersen voksede op, indtil han var elleve i den nu for længst forladte by Salliit nær Qaqortoq, hvor et stort antal østgrønlændere (tunumiit) boede, som handlede der med vestgrønlændere (Kitaamiut). Her lærte han at tale østgrønlandsk.
I 1878 flyttede han til Danmark med sine forældre, hvor hans far havde købt en lille ejendom syd for Helsingør. Johan forlod skolen som 14-årig og hjalp sin far på markerne, arbejdede som tømrer og på kontoret,men drømte også om at tage til søs.

### Ekspeditioner
I 1882 blev den danske polarforsker Gustav Frederik Holm opmærksom på den 15-årige Johan og hans storebror Hendrik Theodor, der senere også skulle få en karriere som handels- og kolonialforvalter, fordi han havde brug for en der kunne tale østgrønlandsk til Konebådsekspeditionen til Østgrønland. Han spurgte deres fars lov og endte med at tage dem begge med på ekspeditionen, med deres onkel Johannes Hansen som leder for de grønlændere, han havde taget med. De to brødre tog prammen Ceres til Nuuk, hvor de ankom den 15. juli 1883. På en skonnert fortsatte de til Nanortalik, hvor de overvintrede. Endelig, den 5. maj 1884, drog de til Østgrønland. Den 1. september nåede de Tasiilaq, hvor de fortøjede og døbte området Kong Christian IX Land. Johan Petersen skulle overvåge vandstanden og isforholdene, men fungerede hovedsageligt som tolk og stod således for kontakten mellem danskere, øst- og vestgrønlændere. Han oversatte østgrønlandske sagaer og ydede dermed et væsentligt bidrag til ekspeditionens etnografiske og kulturhistoriske forskning. Allerede dengang blev beboerne lovet, at der skulle sendes en leder og en præst ud, men der skulle ikke ske noget i ti år. 
Efter at ekspeditionen sluttede i 1885, fik han arbejde i Den Kongelige Grønlandske Handel . I 1888 blev han udnævnt til Udstedsverwalter  Imerissoq. 
I 1891 tog den danske polarforsker Carl Ryder Johan Petersen med sig på sin ekspedition til Kangertittivaq for at kortlægge Østgrønland. 
1893 var han deltager på Vilhelm Garde og Carl Moltkes indlandsisekspedition til kysten mellem Julianehåb og Nanortalik.

### Karriere som kolonialadministrator
Ved hjemkomsten etablerede han i 1893 en handelsplads på Eggers Ø, som fik navnet Itilleq i overensstemmelse med øens grønlandske navn.Desuden blev det endeligt besluttet i 1894 at oprette en handelsstation i Tasiilaq, hvor Johan Petersen blev handelsbestyrer. 
Kort før sin død sagde han, at uden vestlig handling ville regionen sandsynligvis være blevet affolket i de næste fem år., hungersnød, mord og andre kriser komplicerede arbejdet, som han var i stand til at klare tilfredsstillende. 
I 1904 blev han udnævnt til kolonialforvalter i Østgrønland. I 1916 svigtede hans helbred dog, og han vendte hjem. I 1923 vendte han atter tilbage som stedfortrædr.
1. september 1895 giftede han sig med danske Ane Sørensen (1867-1944) i Tasiilaq, datter af gårdejer Jens Sørensen (1841-1902) og hustru Abelone Jørgensdatter (1845-1921).
I 1924 tog Ejnar Mikkelsen initiativ til grundlæggelsen af Ittoqqortoormiit og Johan Petersen blev valgt til at lede og lede kolonien. Trods en influenzaepidemi , der brød ud , var han i stand til at overdrage stedet i 1926 uden problemer.
I 1924 var hjalp han med til opdagelsen og forskningen af de grønlandske bopladser omkring Herjolfsnæs under ledelse af arkæolog Poul Nørlund.

### Alderdom, død og eftermæle
Fra 1928 til 1931 var Johan Petersen direktør for Grønlænderhjemmet i København. 
Fra 1934 til 1935 blev han igen udnævnt til viceadministrator af Ittoqqortoormiit, inden han afsluttede sin arbejdskarriere i en alder af 68. I 1944 blev han udnævnt til æresmedlem af Grønlænderforeningen Peqatigiit Kalaalliit i København, og i 1952 blev han udnævnt til æresmedlem af Det grønlandske Selskab. 
Han fik  Dannebrogordenen i 1926 og bar Den Kongelige Belønningsmedalje  i sølv. Han tilbragte resten af sit liv i København, hvor han døde i 1960 i en alder af 93 år.
I 1957 var hans dagbøger i form af bogen Ujuâts dagbøger fra Østgrønland 1894–1935. Østgrønlændernes sagn og fortællinger udgivet. Allerede fra 1895 til 1915 havde Johan Petersen offentliggjort vejr- og isforholdene i Danmarks Meteorologiske Instituts årbøger. I 1921 skrev han i anledning af 200-året for Grønlands kolonisering "Tohundrede Aaret for Hans Egedes Ankomst til Grønland". I 1942 udgav han afhandlingen Grønlændernes Sprog, Litteratur, Musik og Udskæringskunst.
William Thalbitzers monografi The Angmagssalik Eskimo fra 1914 er baseret på Johan Petersens forskning, som er Angmagssaliks fugle af ornitologen Otto Helms.